# Eveline Saalberg
Eveline Saalberg (ur. 30 lipca 1998 w Arnhem) – holenderska lekkoatletka specjalizująca się w biegach sprinterskich.

## Życiorys
Wystąpiła w biegu eliminacyjnym sztafety 4 × 400 metrów na zawodach World Athletics Relays 2021 w Chorzowie (w finale sztafeta holenderska bez udziału Saalberg zajęła 4. miejsce). Na tych samych zawodach zajęła 8. miejsce w sztafecie mieszanej 4 × 400 metrów.
Zdobyła srebrny medal w sztafecie 4 × 400 metrów na halowych mistrzostwach świata w 2022 w Belgradzie (sztafeta holenderska biegła w składzie: Lieke Klaver, Saalberg, Lisanne de Witte i Femke Bol). W tym samym roku zdobyła srebrny medal za bieg w eliminacjach mieszanego biegu rozstawnego 4 × 400 metrów podczas mistrzostw świata w Eugene oraz złoty medal w sztafecie 4 × 400 metrów na mistrzostwach Europy w Monachium. Zwyciężyła w sztafecie 4 × 400 metrów (wraz z Lieke Klaver, Cathelijn Peeters i Femke Bol) na halowych mistrzostwach Europy w 2023 w Stambule. Zdobywczyni złotego medalu mistrzostw świata w Budapeszcie w biegu rozstawnym 4 × 400 metrów (2023), natomiast rok później sięgnęła po złoto halowych mistrzostw świata za bieg w eliminacjach biegu rozstawnego 4 × 400 metrów.
Saalberg była mistrzynią Holandii w biegu na 400 metrów przez płotki w 2019 oraz wicemistrzynią w biegu na 400 metrów w 2020.

## Rezultaty
| Rok  | Impreza                                 | Miejsce   | Konkurencja                 | Pozycja           | Wynik           |
| ---- | --------------------------------------- | --------- | --------------------------- | ----------------- | --------------- |
| 2021 | World Athletics Relays                  | Chorzów   | sztafeta 4 × 400 m          | 4. miejsce        | 3:28,40 (elim.) |
| 2021 | World Athletics Relays                  | Chorzów   | sztafeta mieszana 4 × 400 m | 8. miejsce        | 3:21,02         |
| 2022 | Halowe mistrzostwa świata               | Belgrad   | sztafeta 4 × 400 m          | 2. miejsce        | 3:28,57         |
| 2022 | Mistrzostwa świata                      | Eugene    | bieg na 400 m               | el. – 32. miejsce | 52,59           |
| 2022 | Mistrzostwa świata                      | Eugene    | sztafeta mieszana 4 × 400 m | 2. miejsce        | 3:12,63 (elim.) |
| 2022 | Mistrzostwa Europy                      | Monachium | bieg na 400 m               | półfinał          | 52,45           |
| 2022 | Mistrzostwa Europy                      | Monachium | sztafeta 4 × 400 m          | 1. miejsce        | 3:20,87         |
| 2023 | Halowe mistrzostwa Europy               | Stambuł   | sztafeta 4 × 400 m          | 1. miejsce        | 3:25,66         |
| 2023 | I dywizja drużynowych mistrzostw Europy | Chorzów   | sztafeta mieszana 4 × 400 m | 8. miejsce        | 3:20,40         |
| 2023 | Mistrzostwa świata                      | Budapeszt | sztafeta 4 × 400 m          | 1. miejsce        | 3:20,72         |
| 2024 | Halowe mistrzostwa świata               | Glasgow   | sztafeta 4 × 400 m          | 1. miejsce        | 3:25,07 (elim.) |
| 2024 | World Athletics Relays                  | Nassau    | sztafeta 4 × 400 m          | repasaże          | 3:27,45         |
| 2024 | Mistrzostwa Europy                      | Rzym      | sztafeta 4 × 400 m          | 1. miejsce        | 3:25,99 (elim.) |
| 2024 | Igrzyska olimpijskie                    | Paryż     | sztafeta 4 × 400 m          | 2. miejsce        | 3:19,50 (elim.) |
| 2025 | Halowe mistrzostwa Europy               | Apeldoorn | bieg na 400 m               | eliminacje        | 52,93           |
| 2025 | Halowe mistrzostwa Europy               | Apeldoorn | sztafeta mieszana 4 × 400 m | 1. miejsce        | 3:15,63         |
| 2025 | I dywizja drużynowych mistrzostw Europy | Madryt    | bieg na 800 m               | 15. miejsce       | 2:05,76         |

## Rekordy życiowe
- bieg na 200 metrów – 23,39 (14 sierpnia 2021, La Chaux-de-Fonds)
- bieg na 200 metrów (hala) – 24,03 (3 lutego 2024, Metz)
- bieg na 400 metrów – 50,95 (14 lipca 2024, La Chaux-de-Fonds)
- bieg na 400 metrów (hala) – 52,54 (26 lutego 2022, Apeldoorn)
- bieg na 400 metrów przez płotki – 58,86 (27 lipca 2019, Haga)